# Aethridae
Aethridae là một họ cua trong liên họ của chính nó Aethroidea. 

## Các chi
Họ này gồm các chi sau (các chi đã tuyệt chủng được đánh dấu †):
- Actaeomorpha  Miers, 1877
- Aethra  Latreille in Cuvier, 1816
- Drachiella  Guinot, in Serene & Soh, 1976
- †Eohepatella  Beschin & De Angeli, 2017
- †Eriosachila  Blow & Manning, 1996
- Hepatella  Smith, in Verrill, 1869
- †Hepatiscus  Bittner, 1875
- Hepatus  Latreille, 1802
- †Ilerdapatiscus  Artal & Van Bakel, 2018
- †Latuxanthides  De Angeli & Ceccon, 2015
- †Mainhepatiscus  De Angeli & Beschin, 1999
- Miohepatus  Lima, Silva, Aguilera, Pinheiro & Santana, 2023
- Osachila  Stimpson, 1871
- †Politohepatiscus  Beschin, Busulini & Tessier in Beschin, Busulini, Fornaciari, Papazzoni & Tessier, 2018
- †Priabonella  Beschin, De Angeli, Checchi & Mietto, 2006
- Sakaila  Manning & Holthuis, 1981